# Valeriano (nome)
Valeriano  è un nome proprio di persona italiano maschile.

## Varianti
- Femminili: Valeriana[3]

### Varianti in altre lingue
- Basco: Baleren[4], Valeriano
- Bulgaro: Валериан (Valerian)
- Catalano: Valerià[4]
- Croato: Valerijan
- Esperanto: Valeriano
- Francese: Valérian[5], Valérien
  - Femminili: Valériane[6]
- Frisone: Falerianus
- Georgiano: ვალერიან (Valerian)[5]
- Greco moderno: Βαλεριανός (Valerianos)
- Inglese: Valerian[5]
- Latino: Valerianus[1][5]
  - Femminili: Valeriana[6]
- Macedone: Валеријан (Valerijan)
- Polacco: Walerian[5]
  - Femminili: Waleriana
- Portoghese: Valeriano
- Rumeno: Valerian
- Russo: Валериан (Valerian)[5]
- Serbo: Валеријан (Valerijan)
- Slovacco: Valerián
- Spagnolo: Valeriano[4]
- Tedesco: Valerian
- Ucraino: Валеріан (Valerian)[5]

## Origine e diffusione
Deriva dal cognomen romano Valerianus, che è un patronimico di Valerius; significa quindi "di Valerio", "relativo a Valerio".

## Onomastico
Il nome è stato portato da numerosi santi, fra i quali, alle date seguenti:
- 14 aprile, san Valeriano, marito di santa Cecilia e martire con Tiburzio e Massimo a Roma[8]
- 14 aprile, san Valeriano, martire, venerato a Cumiana[8]
- 17 giugno, santa Valeriana, martire con altre compagne ad Aquileia[8]
- 23 luglio, san Valeriano, vescovo di Cimiez[8]
- 15 settembre, san Valeriano, martire a Tournus[8]
- 22 novembre, san Valeriano, martire con altri compagni a Forlì[8]
- 27 novembre, san Valeriano, vescovo di Aquileia[8]
- 15 dicembre, san Valeriano, vescovo di Avensano (Abbenza)[8]

## Persone
- Valeriano, imperatore romano
- Valeriano, generale bizantino

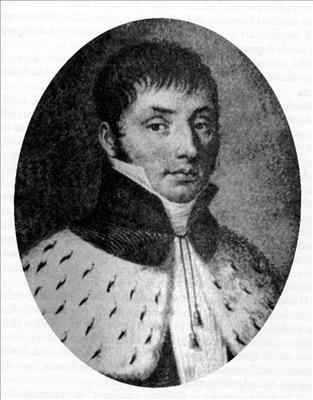
Valeriano Luigi Brera

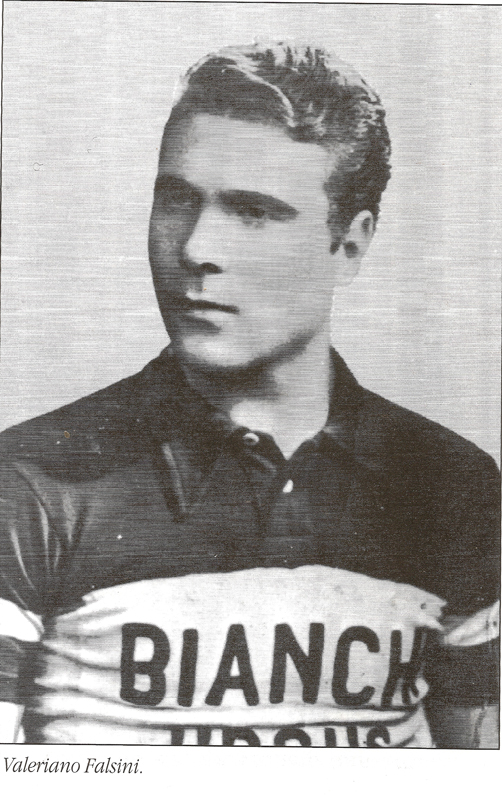
Valeriano Falsini

- Valeriano di Aquileia, arcivescovo e santo romano
- Valeriano di Forlì, militare e santo romano
- Valeriano di Nassau-Usingen, principe di Nassau-Usingen
- Valeriano da Roma, santo romano
- Valeriano Balloni, calciatore e accademico italiano
- Valeriano Barbiero, calciatore italiano
- Valeriano Luigi Brera, medico e patologo italiano
- Valeriano Castiglione, scrittore italiano
- Valeriano Cobbe, religioso, presbitero e missionario italiano
- Valeriano Falsini, ciclista su strada italiano
- Valeriano Fiorin, calciatore e allenatore di calcio italiano
- Valeriano Gialli, attore e regista teatrale italiano
- Valeriano López, calciatore peruviano
- Valeriano Magni, religioso e filosofo italiano
- Valeriano Malfatti, politico italiano
- Valeriano Ottino, calciatore e allenatore di calcio italiano
- Valeriano Pellegrini, soprano italiano
- Valeriano Pérez, schermidore messicano
- Valeriano Prestanti, calciatore italiano
- Valeriano Trubbiani, scultore italiano
- Valeriano Zanazzi, ciclista su strada e ciclocrossista italiano

### Varianti maschili
- Valerian Al'banov, navigatore russo
- Walerian Borowczyk, regista polacco
- Walerian Czuma, generale polacco
- Valerian Gracias, cardinale e arcivescovo cattolico indiano
- Valérien Ismaël, calciatore e allenatore di calcio francese
- Valerian Madatov, generale russo

### Varianti femminili
- Valériane Ayayi, cestista francese

## Il nome nelle arti
- Valerian Mengsk è un personaggio del videogioco StarCraft II.